# Gerhard Heufler

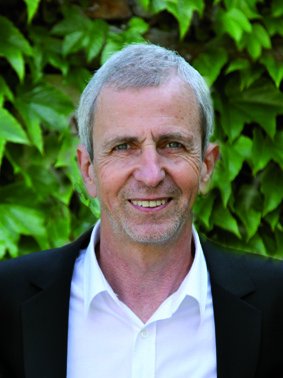
Gerhard Heufler

Gerhard Heufler (* 1944 in Dornbirn, Vorarlberg; † 29. April 2013 in Graz, Steiermark) war österreichischer Industriedesigner und Mitbegründer des Studiengangs für Industrielles Design an der FH Joanneum in Graz.

## Leben
Gerhard Heufler studierte Architektur an der Technischen Universität Graz und startete seine Berufslaufbahn als Produktdesigner im Jahr 1970 bei Siemens in München. Ab 1975 war er freiberuflich als Industriedesigner in Graz tätig und lehrte von 1979 bis 1995 Designanalyse und Ergonomie an der Universität Mozarteum Salzburg und an der Technischen Universität Graz.
1995 gründete Gerhard Heufler gemeinsam mit Gerald Kiska den Studiengang Industrial Design an der FH Joanneum, den er seither leitete. So wurde der Studiengang im Jahr 2006 vom US-Magazin Business Week unter die 60 besten Designschulen in Europa, Asien und Nordamerika gereiht. Heufler erhielt zahlreiche Staatspreise für Design, darunter für ein kleines Minensuchgerät und dem Camcopter S-100, einen unbemannten Hubschrauber, die beide in die ständige Designsammlung des Museum of Modern Art in New York aufgenommen wurden. Weiters wurde er 2005 mit dem USA Industrial Design Excellence Design Award Gold ausgezeichnet. Seine Designbücher erschienen auf Deutsch, Englisch und Chinesisch.

## Werke
- mit Gerald Kiska: Design Products: Projektarbeiten der FH Graz 1996–2001. Niggli, Sulgen/Zürich 2002, ISBN 978-3-7212-0446-9.
- Design-Basics. Von der Idee zum Produkt. Niggli, Sulgen/Zürich 2004, ISBN 978-3-7212-0517-6.
- Design Products: Projektarbeiten der FH Graz – Edition 2. Niggli, Sulgen/Zürich 2005, ISBN 978-3-7212-0530-5.
- Design Impulse. Niggli, Sulgen/Zürich 2010, ISBN 978-3-7212-0748-4.
- Design Impulse Nr. 2: Bikes, Cars, Colours more smart Ideas. Niggli, Sulgen/Zürich 2011, ISBN 978-3-7212-0794-1.

## Auszeichnungen
- 1985: Staatspreis für gute Form – „Kabfa“, Kabelhalterung für Fassaden (Mosdorfer)
- 1985: Staatspreis für gute Form – „Pieps DF“, Notsender und Ortungsgerät für Lawinenverschüttete und Thermotasche (Motronic Elektronische Geräte)
- 1992: Staatspreis für Design – Kompostwendemaschine Topturn 3000 (Komptech)
- 1995: Staatspreis für Design – Schienenfräsmaschine DHE 675 (Jenbacher Energiesysteme)
- 1997: Staatspreis für Design – Minensuchgerät Mimid Miniatur Mine Detector (Schiebel Elektronische Geräte)
- 2005: Staatspreis für Design – Camcopter S-100, Unbemannter Helikopter (Schiebel)
- 2005: USA Industrial Design Excellence Design Award Gold – Selbstfahrender Umsetzer für Dreiecksmieten Topturn X (Komptech)